# شارب القط أسود النقط
شارب القط أسود النقط (الاسم العلمي:Orthosiphon nigripunctatus) هو نوع من النباتات يتبع جنس شارب القط من الفصيلة الشفوية.